# Uitspoor
Uitspoor is een afwijking in de wielstand van de voorwielen van een voertuig ten opzichte van de lengte-as. Dit kan een opzettelijk aangebrachte afwijking zijn of zijn ontstaan door slijtage van de wielophanging. Uitspoor betekent dat de voorwielen naar buiten gericht zijn.
De tegenovergestelde afwijking, d.w.z. de voorwielen die naar binnen gericht zijn, noemt men toespoor.
Overmatig of onvoldoende toe- of uitspoor kan leiden tot overmatige bandenslijtage, een onnodig hoog brandstofverbruik en instabiliteit tijdens het rijden.
Een afwijking van slechts enkele honderdsten van een graad kunnen al een (on)gewenst effect opleveren.

## Auto
Uitspoor is nodig bij auto's met voorwielaandrijving. Door de krachten die vrijkomen bij voorwielaandrijving worden die wielen iets naar binnen gedrukt, waardoor het uitspoor wordt gecorrigeerd en de wielen perfect rechtuit draaien. Auto's met achterwielaandrijving hebben toespoor nodig om de sporing onder rijomstandigheden te corrigeren. 